# International Life Saving Federation
Die International Life Saving Federation (ILS) ist ein internationaler, humanitärer und politisch neutraler Mantelverband der Wasserrettungsorganisationen.

## Geschichte
Die Anfänge des internationalen Rettungswesen gehen auf den Premier congrès international de sauvetage 1878 in Marseille zurück.
Die ILS geht zurück auf zwei Verbände, die Fédération Internationale de Sauvetage Aquatique (FIS) und World Life Saving (WLS).

### Fédération Internationale de Sauvetage Aquatique (FIS)
Die FIS wurde 1910 in Frankreich als Fédération Internationale de Sauvetage gegründet. Ihr Sitz war Paris. In den ersten Jahren fand ein regelrechter Aufschwung statt, der jedoch vom Ersten Weltkrieg unterbrochen wurde. Nach beiden Weltkriegen wurden die Kongresse schließlich fortgesetzt. 1952 wurde bei einem Treffen in Paris der Name in Fédération Internationale de Sauvetage et de Secourisme et de Sports Utilitaires geändert. Schon 1963 gab es wieder eine Namensänderung: Fédération Internationale de Sauvetage et de Sports Utilitaires.
Schließlich wurden 1985 die Statuten geändert und die FIS hieß nun Fédération Internationale de Sauvetage Aquatique.

### World Life Saving (WLS)
World Life Saving (WLS) wurde 1971 in Cronulla/Australien gegründet.

### Zusammenschluss
Im Februar 1993 schlossen sich beide Verbände zur ILS zusammen. Als offizielles Gründungsjahr gilt das Jahr 1910. Der Vertrag der ILS gilt seit 1994.

## Organisation
Mitglieder sind u. a. die Deutsche Lebens-Rettungs-Gesellschaft (DLRG) (als full member), die Wasserwacht des DRK (als associate member), die Österreichische Wasserrettung (ÖWR), die Schweizerische Lebensrettungs-Gesellschaft, die Surf Life Saving Australia (SLSA), die Federacion Espanola de Salvamento y Socorrismo (FFSS), die Royal Life Saving Society UK (RLSSUK) und die United States Lifesaving Association (USLA).
Der Sitz ist in Leuven/Belgien. Die zentralen Organe sind General Assembly (Generalversammlung der Mitgliedsorganisationen) und das Board of Directors.

## Aufgaben und Ziele
Der Verband will durch Koordination und Unterstützung der nationalen Wasserrettungsorganisationen, durch Erleichterung und Förderung des Informationsaustauschs, durch Kooperation mit anderen, zweckverbundenen Organisationen die Sicherheit an und in Gewässern stärken.
Des Weiteren setzt sie sich zum Ziel,
- die besten Methoden und Mittel zur Wasserrettung zu finden,
- für einen Austausch von Techniken und Maßnahmen zu sorgen,
- praktische, medizinische und wissenschaftliche Erfahrungen auszutauschen,
- die Unterhaltung von internationalen Ausbildungsstätten zu fördern,
- die Unterhaltung von Ausbildungsstätten zu fördern, die der gesamten Welt der Wasserrettung zur Verfügung stehen
- die Lehren und Aktivitäten der ILS auf alle Orte in der ganzen Welt auszudehnen,
- die Einheitlichkeit hinsichtlich Ausrüstung, Informationen, Symbolen und Gesetzen zur Kontrolle und Regelung der Aktivitäten im und am Wasser voranzutreiben
- den Rettungssport zu fördern und zu organisieren und regelmäßig internationale Wettkämpfe im Rettungsschwimmen zu veranstalten
- Zusammenkünfte internationaler Kongresse zu fördern, um Bande der Freundschaft, Solidarität und Zusammenarbeit zwischen den Mitgliedern und anderen internationalen Organisationen, welche die gleichen humanitären Ziele verfolgen, zu schaffen
- Maßnahmen zur Vermeidung der Verschmutzung von Gewässern und Stränden und sonstiger Elemente voranzutreiben, die Gefahren für die Öffentlichkeit und für Aktivitäten im und am Wasser bedeuten
- alle sonstigen Maßnahmen zu treffen, welche die ILS als förderlich für ihren Auftrag und ihre Ziele ansieht.

### Veranstaltungen
Der Verband veranstaltet Wettbewerbe, Kongresse und Versammlungen.
Zum Ersten Punkt gehören die Weltmeisterschaft, die regionalen Jugendmeisterschaften und der Internationale „Search and Rescue“ Wettkampf.
Des Weiteren veranstaltet die ILS auch den Internationalen Lebensrettungskongress, verschiedene regionale Kongresse und spezielle Trainingseinheiten.